# Biogram

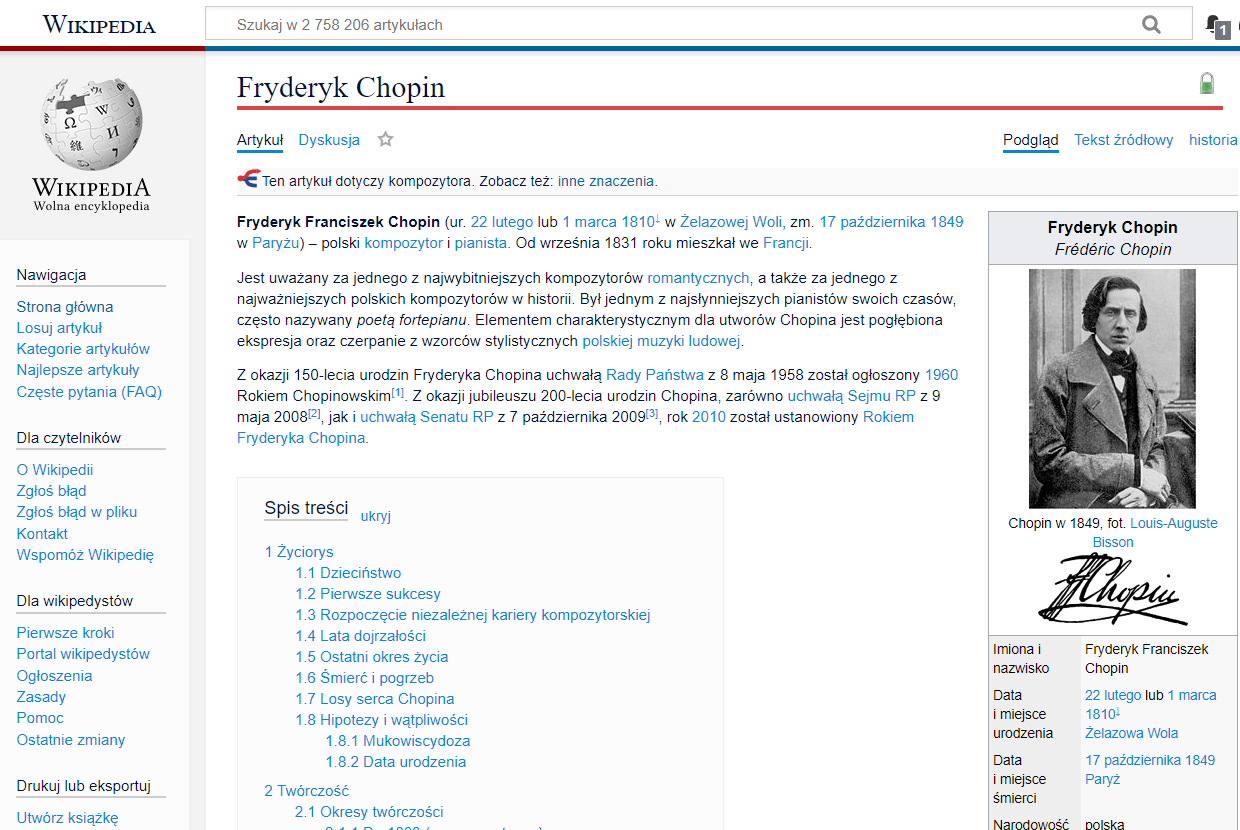
Przykładowy biogram Fryderyka Chopina na encyklopedii internetowej Wikipedii - zrzut ekranu

Biogram – zwięzły życiorys w encyklopedii (słowniku, leksykonie), zawierający podstawowe informacje o życiu, dokonaniach, twórczości przedstawianej osoby; inaczej nota biograficzna.
Wyróżniki biogramu: 
- imię i nazwisko opisywanej osoby;
- czas, w którym ona żyła;
- przedstawienie postaci (kim była);
- jej dokonania i osiągnięcia;
- zastosowanie skrótów;
- zastosowanie równoważników zdań;
- poprawność ortograficzna i interpunkcyjna.